# Блохівські лінії
Блохівські лінії — це лінійні (одновимірні) топологічні дефекти, що виникають всередині доменних стінок у феромагнітних або мультифероїчних матеріалах. Вони названі на честь фізика Фелікса Блоха та є фундаментальними обʼєктами мікромагнітної структури феромагнітних матеріалів. Вони являють собою просторові переходи з обертанням намагніченості всередині доменної стінки та відіграють важливу роль у статичних та динамічних властивостях доменних структур.

## Структура та формування
Магнітна доменна стінка розділяє два магнітні домени, які мають різні напрямки намагніченості . У межах доменної стінки вектор намагніченості просторово розподіляється із поступовим оборотом. В цьому випадку блохівська лінія — це локальна область або одновимірний дефект всередині цієї стінки, де змінюється напрямок обертання намагніченості / спінів (наприклад, за годинниковою стрілкою чи проти годинникової стрілки). Це призводить до локалізованого спотворення картини намагнічування і може розглядатися як доменна стінка всередині доменної стінки.
Блохівські лінії можуть виникати природним чином з різних причин: через теплові флуктуації, на дефектах кристалу або в процесі перетворень доменних стінок (перемагнічування матеріалу). Вони особливо актуальні в конденсованих середовищах, де блохівські стінки  енергетично переважають стінки Нееля, наприклад, у товстих магнітних плівках або об'ємних феромагнетиках.

## Типи
Блохівські лінії класифікуються на основі конфігурації векторів намагніченості навколо лінії:
- Вектори намагніченості спрямовані до блохівської лінії з обох боків.
- Вектори намагніченості спрямовані від блохівської лінії з обох боків.

Ця класифікація впливає на локальну магнітостатичну енергію та впливає на поведінку доменної стінки.
Повніша систематизація блохівських ліній вимагає врахування формалізму магнітної симетрії .  Існує 48 магнітних точкових груп блохівських ліній, в т.ч. 22 (11 неінваріантних у часі та 11 неінваріантних у часі) енантиморфні та 26 неенантіоморфних груп. 

## Фізична важливість
Блохівські лінії є важливими при вивченні поведінки та динаміки магнітних доменів:
- Вони можуть діяти як центри закріплення, гальмуючи рух доменних стінок.
- Під дією зовнішніх магнітних полів або спін-поляризованих струмів блохівські лінії можуть рухатися всередині доменних стінок, змінюючи їхню динаміку.
- Їхня присутність сприяє стабільності та метастабільності магнітних доменних структур, включаючи циліндричні магнітні домени в тонких плівках.

Блохівські лінії мають хіральність, оскільки вони передбачають зміну напрямку обертання спіну всередині стінки. Це робить їх актуальними в контексті магнітної симетрії, топологічних дефектів та вивчення магнітної хіральності .

## Застосування
Розуміння блохівський ліній важливе для технологічних застосувань, таких як:
- Пристрої магнітної пам'яті та спінтроніки, де рух доменних стінок використовується для зберігання та обробки даних.
- Інженерія магнітних тонких плівок, особливо в технології магнітної пам'яті, де блохівські лінії  утворюють частину структури стабільних циліндричних магнітних доменів.